# Arcadia (Indiana)
Arcadia é uma cidade  localizada no estado americano de Indiana, no Condado de Hamilton.

## Demografia
Segundo o censo americano de 2000, a sua população era de 1747 habitantes. 
Em 2006, foi estimada uma população de 1820, um aumento de 73 (4.2%).

## Geografia
De acordo com o United States Census Bureau tem uma área de 
1,4 km², dos quais 1,4 km² cobertos por terra e 0,0 km² cobertos por água. Arcadia localiza-se a aproximadamente 263 m acima do nível do mar.

## Localidades na vizinhança
O diagrama seguinte representa as localidades num raio de 20 km ao redor de Arcadia. 